# 小山弘志
小山 弘志（こやま ひろし、1921年1月1日 - 2011年2月16日）は、国文学者。東京大学教養学部名誉教授。謡曲を専門とした。

## 略歴
東京生まれ。旧制一高を経て、1943年東京帝国大学国文科卒。戦後、東大教養学部教授を務め、1974-1976年教養学部長。1981年定年退官後は、国文学研究資料館館長を務めた。
2011年2月16日、肺炎のため東京都新宿区の病院で死去。90歳没。

## 著書
- 業余片片 私家版 1993

## 編著
- 日本古典劇 鶴見誠共著 さ・え・ら書房 1959
- 日本古典文学全集 謡曲集 1-2 佐藤喜久雄,佐藤健一郎共編 小学館 1973-75
- 日本文学新史 中世 至文堂 1985
- 岩波講座能・狂言 6 能鑑賞案内 岩波書店 1989
- 岩波講座能・狂言 7 狂言鑑賞案内 岩波書店 1990
- 日本の古典芸能における演出 岩波書店 2004